# Downhearted
Downhearted jest trzecim studyjnym albumem fińskiej grupy heavymetalowej Charon. Wydany przez fińska wytwórnie płytową Spinefarm Records. Damski wokal na albumie wykonany przez Jenny Heinonen. 

## Lista utworów
1. Bitter Joy
2. At The End Of Our Day
3. Craving
4. Little Angel
5. Fall
6. Erase Me
7. Desire You
8. Come Tonight
9. All I Care Is Dying
10. Sister Misery
11. Sorrowsong